# Sowa-Hütte

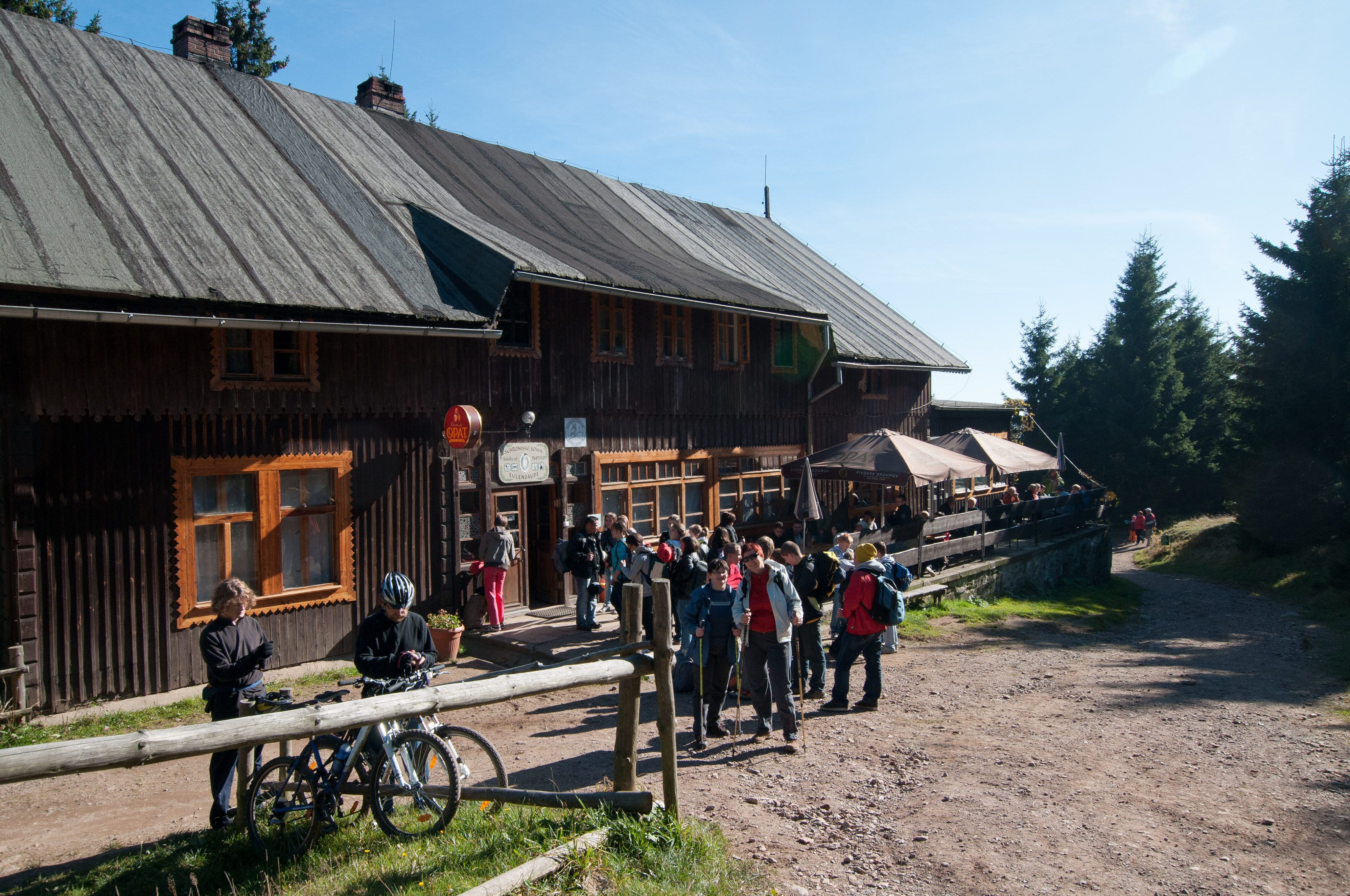
Im Sommer

Die Sowa-Hütte (polnisch Schronisko „Sowa“, deutsch historisch: Eulenbaude) liegt auf einer Höhe von 900 m n.p.m. in Polen im Eulengebirge, einem Gebirgszug der Sudeten, auf dem Bergpass Przełęcz Sokola.

## Geschichte
Die Eulenbaude wurde 1897 errichtet. Damaliger Eigentümer war der Eulengebirgs-Verein (EGV). Das Grundstück wurde von Carl Wiesen gestiftet, dem dafür später ein Denkmal unterhalb der Baude errichtet wurde.
Sie wird privat betrieben.

## Zugänge
Die Hütte ist über mehrere markierte Wanderwege erreichbar. 

## Touren

### Gipfel
- Wielka Sowa (1015 m)